# Benoît Cheyrou
Benoît Cheyrou (Suresnes, 3 maggio 1981) è un allenatore di calcio ed ex calciatore francese, di ruolo centrocampista.
Suo fratello, Bruno Cheyrou, è stato anch'egli calciatore.

## Carriera
Nel 2015 approda nel campionato americano, la Major League Soccer, alle dipendenze del Toronto FC con i quali colleziona 60 presenze e tre reti in due anni, vincendo la coppa nazionale due volte (2016 e 2017), la stagione regolare (2017) e la MLS Cup (2017).
Il 22 dicembre annuncia il proprio ritiro dal calcio.

## Statistiche

### Presenze e reti nei club
Statistiche aggiornate al termine della carriera.
| Stagione          | Squadra             | Campionato        | Campionato | Campionato | Coppe nazionali | Coppe nazionali | Coppe nazionali | Coppe continentali | Coppe continentali | Coppe continentali | Altre coppe | Altre coppe | Altre coppe | Totale | Totale |
| Stagione          | Squadra             | Comp              | Pres       | Reti       | Comp            | Pres            | Reti            | Comp               | Pres               | Reti               | Comp        | Pres        | Reti        | Pres   | Reti   |
| ----------------- | ------------------- | ----------------- | ---------- | ---------- | --------------- | --------------- | --------------- | ------------------ | ------------------ | ------------------ | ----------- | ----------- | ----------- | ------ | ------ |
| 1999-2000         | Lilla               | D2                | 10         | 0          | CF+CdL          | 0+1             | 0+0             | -                  | -                  | -                  | -           | -           | -           | 11     | 0      |
| 2000-2001         | Lilla               | D1                | 8          | 0          | CF+CdL          | 0+0             | 0+0             | -                  | -                  | -                  | -           | -           | -           | 8      | 0      |
| 2001-2002         | Lilla               | D1                | 23         | 0          | CF+CdL          | 1+1             | 0+0             | UCL+CU             | 4+1                | 0+0                | -           | -           | -           | 30     | 0      |
| 2002-2003         | Lilla               | L1                | 31         | 1          | CF+CdL          | 3+2             | 1+0             | -                  | -                  | -                  | Int         | 3           | 0           | 39     | 2      |
| 2003-2004         | Lilla               | L1                | 27         | 1          | CF+CdL          | 0+1             | 0+0             | -                  | -                  | -                  | -           | -           | -           | 28     | 1      |
| Totale Lille      | Totale Lille        | Totale Lille      | 99         | 2          |                 | 9               | 1               |                    | 5                  | 0                  |             | 3           | 0           | 116    | 3      |
| 2004-2005         | Auxerre             | L1                | 29         | 1          | CF+CdL          | 4+3             | 0+0             | CU                 | 8                  | 1                  | -           | -           | -           | 44     | 2      |
| 2005-2006         | Auxerre             | L1                | 35         | 2          | CF+CdL          | 2+2             | 0+0             | CU                 | 1                  | 0                  | SF          | 1           | 0           | 41     | 2      |
| 2006-2007         | Auxerre             | L1                | 34         | 3          | CF+CdL          | 1+2             | 0+0             | CU                 | 7                  | 1                  | Int         | 2           | 0           | 46     | 4      |
| Totale Auxerre    | Totale Auxerre      | Totale Auxerre    | 98         | 6          |                 | 14              | 0               |                    | 16                 | 2                  |             | 3           | 0           | 131    | 8      |
| 2007-2008         | Olympique Marsiglia | L1                | 35         | 2          | CF+CdL          | 2+2             | 0+0             | UCL+CU             | 5+3                | 0+1                | -           | -           | -           | 47     | 3      |
| 2008-2009         | Olympique Marsiglia | L1                | 34         | 3          | CF+CdL          | 2+0             | 0+0             | UCL+CU             | 8+6                | 1+1                | -           | -           | -           | 50     | 5      |
| 2009-2010         | Olympique Marsiglia | L1                | 32         | 5          | CF+CdL          | 2+2             | 2+0             | UCL+UEL            | 6+4                | 1+0                | -           | -           | -           | 46     | 8      |
| 2010-2011         | Olympique Marsiglia | L1                | 34         | 3          | CF+CdL          | 1+4             | 0+0             | UCL                | 7                  | 0                  | SF          | 0           | 0           | 46     | 3      |
| 2011-2012         | Olympique Marsiglia | L1                | 33         | 4          | CF+CdL          | 3+3             | 1+0             | UCL                | 9                  | 0                  | SF          | 1           | 0           | 49     | 5      |
| 2012-2013         | Olympique Marsiglia | L1                | 25         | 2          | CF+CdL          | 2+1             | 0+0             | UEL                | 7                  | 0                  | -           | -           | -           | 35     | 2      |
| 2013-2014         | Olympique Marsiglia | L1                | 26         | 2          | CF+CdL          | 2+1             | 0+0             | UCL                | 4                  | 0                  | -           | -           | -           | 33     | 2      |
| lug.-ott. 2014    | Olympique Marsiglia | L1                | 0          | 0          | CF+CdL          | 0+0             | 0+0             | -                  | -                  | -                  | -           | -           | -           | 0      | 0      |
| Totale Marsiglia  | Totale Marsiglia    | Totale Marsiglia  | 219        | 21         |                 | 27              | 3               |                    | 59                 | 4                  |             | 1           | 0           | 306    | 28     |
| 2015              | Toronto FC          | MLS               | 28+1       | 1          | CC              | 2               | 1               | -                  | -                  | -                  | -           | -           | -           | 31     | 2      |
| 2016              | Toronto FC          | MLS               | 14+3       | 1          | CC              | 4               | 0               | -                  | -                  | -                  | -           | -           | -           | 21     | 1      |
| 2017              | Toronto FC          | MLS               | 13+1       | 1          | CC              | 2               | 1               | -                  | -                  | -                  | -           | -           | -           | 16     | 2      |
| Totale Toronto FC | Totale Toronto FC   | Totale Toronto FC | 55+5       | 3          |                 | 8               | 2               |                    | -                  | -                  |             | -           | -           | 68     | 5      |
| Totale carriera   | Totale carriera     | Totale carriera   | 476        | 32         |                 | 58              | 6               |                    | 80                 | 6                  |             | 7           | 0           | 621    | 44     |

## Palmarès

### Club

#### Competizioni nazionali
- Campionato francese: 1

Olympique Marsiglia: 2009-2010
- Coppa di Francia: 1

Auxerre: 2004-2005
- Coppa di Lega francese: 3

Olympique Marsiglia: 2009-2010, 2010-2011, 2011-2012
- Supercoppa francese: 2

Olympique Marsiglia: 2010, 2011
- Canadian Championship: 2

Toronto FC: 2016, 2017
- MLS Supporters' Shield: 1

Toronto FC: 2017
- Campionato MLS: 1

Toronto FC: 2017

#### Individuali
- George Gross Memorial Trophy: 1

2016